# José Félix Aldao
José Félix Esquivel y Aldao ("el Fraile Aldao") (Mendoza, 11 de octubre de 1785 - 19 de enero de 1845) fue un fraile dominico y luego militar y caudillo argentino, líder absoluto del Partido Federal de la provincia de Mendoza. Fue también un eficaz gobernante, y su capacidad como líder militar llegó a ser legendaria, así como su crueldad, alimentada por la biografía que escribió de él Domingo Faustino Sarmiento, en gran parte novelada.

## De fraile a coronel
Nació en Mendoza el 11 de octubre de 1785, hijo de un capitán de ejército procedente de la que hoy es la provincia de Santa Fe, Francisco Esquivel Aldao, y la mendocina María del Carmen Anzorena Nieto, y hermano de José y Francisco, ambos militares llegados al grado de coronel. Se educó en el colegio de los dominicos, y muy pronto ingresó en esa orden, ordenándose sacerdote en 1806 y doctorándose en Santiago de Chile. 
De regreso a Mendoza, se incorporó al Ejército de los Andes junto con sus hermanos, para hacer la campaña a Chile como capellán  de un regimiento. En el combate de Guardia Vieja tomó sorpresivamente las armas y luchó junto a los soldados, de modo que, por consejo del general Las Heras a San Martín, se incorporó al Ejército como teniente del Regimiento de Granaderos a Caballo. Su contextura fuerte, grande y enérgica era ideal para la carrera militar. Hizo toda la campaña de Chile, combatiendo en Chacabuco, Cancha Rayada y Maipú.
En la campaña del Perú, fue elegido para dirigir operaciones de guerrillas en la Sierra: sublevó las poblaciones indígenas para quitar recursos a los realistas, apoyar al ejército patriota y hacer operaciones menores, con cientos de pequeñas batallas. Los realistas recurrieron al terror para enfrentarlo, y Aldao también respondió con una gran crueldad. Logró en esa guerra su ascenso a teniente coronel.
Regresó a la provincia de Mendoza en 1824, y se dedicó a la producción de vinos; gradualmente se haría adicto a la bebida.
En julio de 1825, una revolución dirigida por religiosos católicos depuso al gobernador sanjuanino Salvador María del Carril, que estaba llevando adelante una reforma anticatólica, copiada de la de Bernardino Rivadavia. Del Carril huyó hacia Mendoza para pedir ayuda, que consistió en un  pequeño ejército al mando del coronel José Aldao y sus hermanos Francisco y José Félix. Fácilmente vencieron a los rebeldes, regresando al poder a uno  de los más notables jefes civiles unitarios.

## La primera guerra civil
Se unió al ejército provincial como comandante de la frontera sur, con sedes alternativas en San Carlos y San Rafael, ganando gran prestigio entre los soldados, los paisanos pobres y los hacendados. Logró un importante éxito contra los indígenas pehuenches aliados de los hermanos Pincheira, que habitaban el actual sur de la provincia de Mendoza en octubre de 1828.
En 1829 estalló la guerra civil, comenzando por Buenos Aires y Córdoba, donde el general unitario José María Paz derrocó a Juan Bautista Bustos, federal. El caudillo Juan Facundo Quiroga pidió ayuda para reponer a Bustos, y el gobernador mendocino le envió un ejército al mando del “fraile” Aldao. Fueron derrotados en La Tablada, en la que el jefe mendocino resultó herido; mientras estaba en San Luis le llegó la noticia de que los unitarios —dirigidos por Juan Agustín Moyano— habían derrocado al gobernador y arrestado a sus hermanos.
Regresó rápidamente a Mendoza, donde firmó un tratado de paz con el gobernador, general Rudecindo Alvarado. Pero Moyano se negó a aceptar el tratado y enfrentó a Aldao en la batalla de Pilar, el 22 de septiembre de 1829. Al comenzar la batalla, los oficiales unitarios ejecutaron a Francisco Aldao, enviado por el general a pactar la paz. La victoria quedó del lado de José Félix Aldao, pero al enterarse de la muerte de su hermano, mandó fusilar a casi todos los oficiales rendidos. Entre ellos murió Francisco Laprida, el que había sido presidente del Congreso de Tucumán, el día de la jura de la Independencia argentina; también Moyano fue fusilado.
Después de la victoria, tomó en sus manos todo el poder militar y político de su provincia y se dio a sí mismo el grado de general. Usó ese poder en una forma muy violenta, incluyendo contribuciones forzosas, azotes y penas de muerte a los unitarios. Según Sarmiento, llegaba incluso a la castración de sus adversarios. Organizó un nuevo ejército, con el que acompañó nuevamente a Quiroga en su guerra contra los unitarios de Córdoba. Fueron derrotados por Paz en la batalla de Oncativo.
Aldao fue tomado prisionero y llevado a Córdoba. Varios jefes unitarios pidieron la muerte de Aldao a Paz, pero este lo mantuvo en prisión, mientras invadía las provincias que conservaban gobiernos federales, incluida Mendoza. Allí, el gobernador Corvalán y su hermano José fueron muertos por los indígenas entre quienes habían buscado refugio.
Tras la captura de Paz, el general Lamadrid se lo llevó en su retirada hacia Tucumán, y luego lo deportó a Tarija, en Bolivia, poco antes de su derrota en La Ciudadela.

## Campaña al desierto
A fines de 1832 regresó a Mendoza, donde se le dio el cargo de comandante general de la provincia. Hizo una campaña contra los indígenas del sur —pehuenches y ranqueles— y al año siguiente hizo otra, combinada con la que había organizado en Buenos Aires el exgobernador Juan Manuel de Rosas. Entre los jefes que acompañaron a Aldao, se contaron los futuros gobernadores de San Juan, Martín Yanzón y Nazario Benavídez. Su parte de la campaña comenzó como un éxito, llegando al Río Colorado y fijando el límite sur de su provincia en ese río. Pero su retirada fue desastrosa, acechado por la sed y el hambre. De todos modos, el sur de la provincia fue pacificado y se instalaron allí algunos ganaderos chilenos, que invernaban sus ganados en los valles de la cordillera de los Andes.
Se convirtió en jefe de los federales del oeste del país, e impuso su autoridad sobre los gobiernos de las provincias vecinas, San Juan  y San Luis. Después de la muerte de Quiroga, Aldao adoptó una postura de obsecuencia para con Rosas. Por esa época comenzó a presentar síntomas de locura — tal vez causada por la sífilis o por un tumor en la frente, que lentamente le fue tomando gran parte de su cabeza.

## Su última guerra civil
En 1839 comenzó una nueva guerra civil, pero no afectó a Mendoza hasta la invasión de Juan Lavalle a La Rioja, después de su derrota en Quebracho Herrado. En respuesta a una efímera revolución, se hizo elegir Gobernador de la Provincia de Mendoza a principios de 1841 e invadió La Rioja con 2.700 hombres. Lavalle lo esquivó, pero el coronel Flores, segundo de Aldao, derrotó a Mariano Acha en el norte de La Rioja. Por su parte, Aldao derrotó al gobernador riojano Tomás Brizuela, que terminó muerto.
Lamadrid atacó hacia el sur, enviando a como vanguardia a los 600 hombres de Mariano Acha, que tomó la ciudad de San Juan.
Aldao se unió con Benavídez y regresó rápidamente sobre San Juan. Pero justo a la salida del desierto lo esperaba Acha, que lo derrotó completamente en la batalla de Angaco, la batalla más sangrienta de las guerras civiles argentinas, favorecido por la sed del ejército federal. Aldao regresó a Mendoza, mientras Benavídez recuperaba San Juan en la batalla de La Chacarilla. Acha fue tomado prisionero y enviado a Aldao, que se vengó de su derrota: hizo fusilar al general Acha y cortar su cabeza, colocándola en lo alto de un poste, a la vista de todos.
Unas semanas más tarde, Lamadrid ocupó Mendoza, pero un  ejército dirigido por Ángel Pacheco —en el que Aldao ejerció sólo como jefe de una parte de la caballería— lo derrotó en la batalla de Rodeo del Medio. La persecución que siguió a la batalla, dirigida por Aldao, causó centenares de muertos entre los derrotados. Allí terminó la guerra civil.

## Últimos años
El resto de su gobierno fue particularmente despótico: declaró "dementes" a todos los unitarios, nombrándoles tutores para que los "cuidasen", y confiscando todas sus pertenencias.
En contraste, su gestión de gobierno impulsó el desarrollo de la provincia; en particular en el sur, donde favoreció obras de riego y el establecimiento de poblaciones en el desierto.
Sufrió una atroz agonía durante su último año y medio de vida: en la frente, sobre uno de sus ojos, apareció un pequeño bulto, al cual inicialmente se le aplicaron remedios caseros que resultaron ineficaces. Cuando el tumor tenía ya casi dos centímetros y medio de diámetro, su médico personal, creyendo que se trataba de un quiste, le practicó una punción pero, en lugar de surgir el esperado humor acuoso, brotó sangre, lo cual convenció al facultativo de la malignidad del tumor.
Por ello mandó llamar a la ciudad de Buenos Aires a quien era considerado el mejor médico de la Confederación Argentina en esos días: Miguel Rivera (Buenos Aires, 1792-1867).
Este médico tenía las mejores intenciones, tal cual se puede leer en la historia clínica del caso. Pero carecía de la capacidad necesaria para tratar enfermedades graves: no administró ningún atenuante del dolor y además de extirpaciones del tejido tumoral visible y cauterizaciones químicas sólo prescribía dietas mínimas que debilitaban aún más a Aldao. Más aún: sólo cuando Aldao estaba in extremis —a pocas semanas de la muerte— reconoció que se trataba de un cáncer. No obstante, aún si Rivera hubiera tratado la afección desde el principio como un cáncer, en esa época la ciencia era totalmente ineficaz.
Así, a inicios de enero de 1845, Aldao delegó el mando en su ministro, el Dr. Celedonio de la Cuesta, y el día 19 falleció. Fue enterrado —por expreso pedido testamentario— con su hábito completo de fraile dominico y también el uniforme de general, uno sobre otro.